# Eois pseudobada
Eois pseudobada är en fjärilsart som beskrevs av Paul Dognin 1918. Eois pseudobada ingår i släktet Eois och familjen mätare. Inga underarter finns listade i Catalogue of Life.